# RF CMOS

Imatge reduïda d'un Broadcom BCM2050KMLG, un xip CMOS RF utilitzat com a transceptor WiFi 802.11g. Fixeu-vos en les estructures octogonals i espirals, que poden actuar com a inductors transformadors i baluns.

RF CMOS és una tecnologia de circuit integrat (CI) de metall-òxid-semiconductor (MOS) que integra electrònica de radiofreqüència (RF), analògica i digital en un xip de circuit RF CMOS de senyal mixt (MOS complementari). S'utilitza àmpliament en les telecomunicacions sense fil modernes, com ara xarxes cel·lulars, Bluetooth, Wi-Fi, receptors GPS, radiodifusió, sistemes de comunicació vehicular i els transceptors de ràdio en tots els telèfons mòbils moderns i dispositius de xarxa sense fil. La tecnologia CMOS de RF va ser desenvolupada per l'enginyer pakistanès Asad Ali Abidi a la UCLA durant els anys vuitanta i principis dels noranta, i va contribuir a la revolució sense fil amb la introducció del processament digital del senyal en les comunicacions sense fil. El desenvolupament i disseny de dispositius CMOS de radiofreqüència va ser possible gràcies al model de soroll de radiofreqüència FET de van der Ziel, que es va publicar a principis dels anys seixanta i va romandre en gran part oblidat fins als anys noranta.

Fotografia feta amb una matriu d'un transceptor Marvell 88W8010 WiFi 802.11g. Té estructures tant octogonals com quadrades i espirals que també es poden utilitzar com a inductors.

## Història
L'enginyer pakistanès Asad Ali Abidi, mentre treballava als Bell Labs i després a la UCLA durant les dècades del 1980  –  del 1990, va ser pioner en la investigació radiofònica en tecnologia de semiconductors d'òxid metàl·lic (MOS) i va fer contribucions fonamentals a l'arquitectura radiofònica basada en la tecnologia de condensadors commutats (SC) MOS complementaris (CMOS). A principis dels anys vuitanta, mentre treballava a Bell, va treballar en el desenvolupament de la tecnologia MOSFET (transistor d'efecte de camp MOS) VLSI (integració a molt gran escala) submicrònica, i va demostrar el potencial de la tecnologia de circuits integrats (IC) NMOS submicrònics en circuits de comunicació d'alta velocitat. El treball d'Abidi va ser inicialment rebut amb escepticisme per part dels defensors del GaAs i els transistors d'unió bipolar, les tecnologies dominants per als circuits de comunicació d'alta velocitat en aquell moment. El 1985 es va incorporar a la Universitat de Califòrnia, Los Angeles (UCLA), on va ser pioner en la tecnologia CMOS de RF durant finals dels anys vuitanta i principis dels noranta. El seu treball va canviar la manera com es dissenyarien els circuits de radiofreqüència, allunyant-se dels transistors bipolars discrets i apropant-se als circuits integrats CMOS.

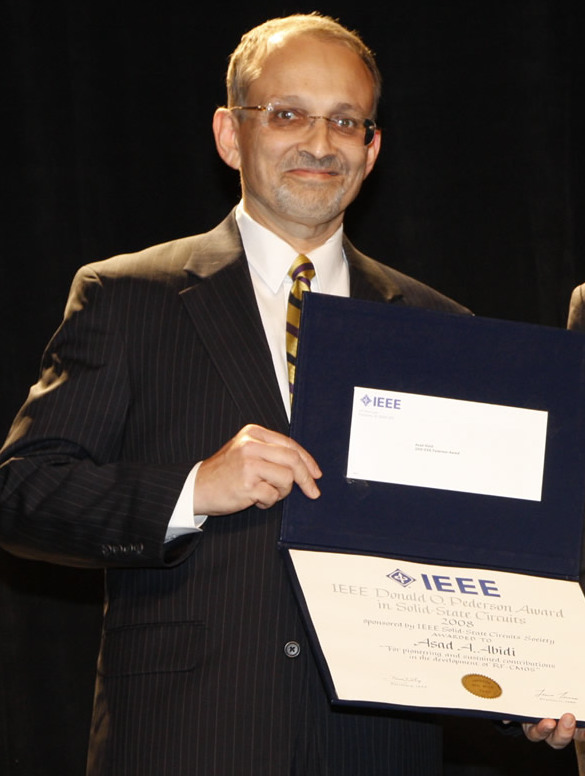
Asad Ali Abidi va desenvolupar la tecnologia CMOS de RF a la UCLA entre finals dels anys vuitanta i principis dels noranta.

Abidi va estar investigant circuits CMOS analògics per al processament de senyals i comunicacions a la UCLA durant finals dels anys vuitanta i principis dels noranta. Abidi, juntament amb els seus col·legues de la UCLA J. Chang i Michael Gaitan, van fer una demostració del primer amplificador CMOS de RF el 1993. El 1995, Abidi va utilitzar la tecnologia de condensadors commutats CMOS per demostrar els primers transceptors de conversió directa per a comunicacions digitals. A finals de la dècada de 1990, la tecnologia RF CMOS es va adoptar àmpliament en xarxes sense fil, a mesura que els telèfons mòbils van començar a tenir un ús generalitzat. Això va canviar la manera com es dissenyaven els circuits de radiofreqüència, cosa que va conduir a la substitució dels transistors bipolars discrets per circuits integrats CMOS en els transceptors de ràdio.
Hi va haver un ràpid creixement de la indústria de les telecomunicacions cap a finals del segle xx, principalment a causa de la introducció del processament digital del senyal en les comunicacions sense fil, impulsat pel desenvolupament de la tecnologia CMOS RF de baix cost i integració a molt gran escala (VLSI). Va permetre terminals d'usuari final sofisticats, de baix cost i portàtils, i va donar lloc a unitats petites, de baix cost, baix consum i portàtils per a una àmplia gamma de sistemes de comunicació sense fil. Això va permetre la comunicació "en qualsevol moment i en qualsevol lloc" i va contribuir a la revolució sense fil, cosa que va conduir al ràpid creixement de la indústria sense fil.
A principis dels anys 2000, els xips CMOS de RF amb MOSFETs submicròmetres profunds capaços de més de 100 Es va demostrar el rang de freqüència de GHz. A 2008 , els transceptors de ràdio de tots els dispositius de xarxa sense fil i els telèfons mòbils moderns es produeixen en massa com a dispositius CMOS de RF.

## Aplicacions

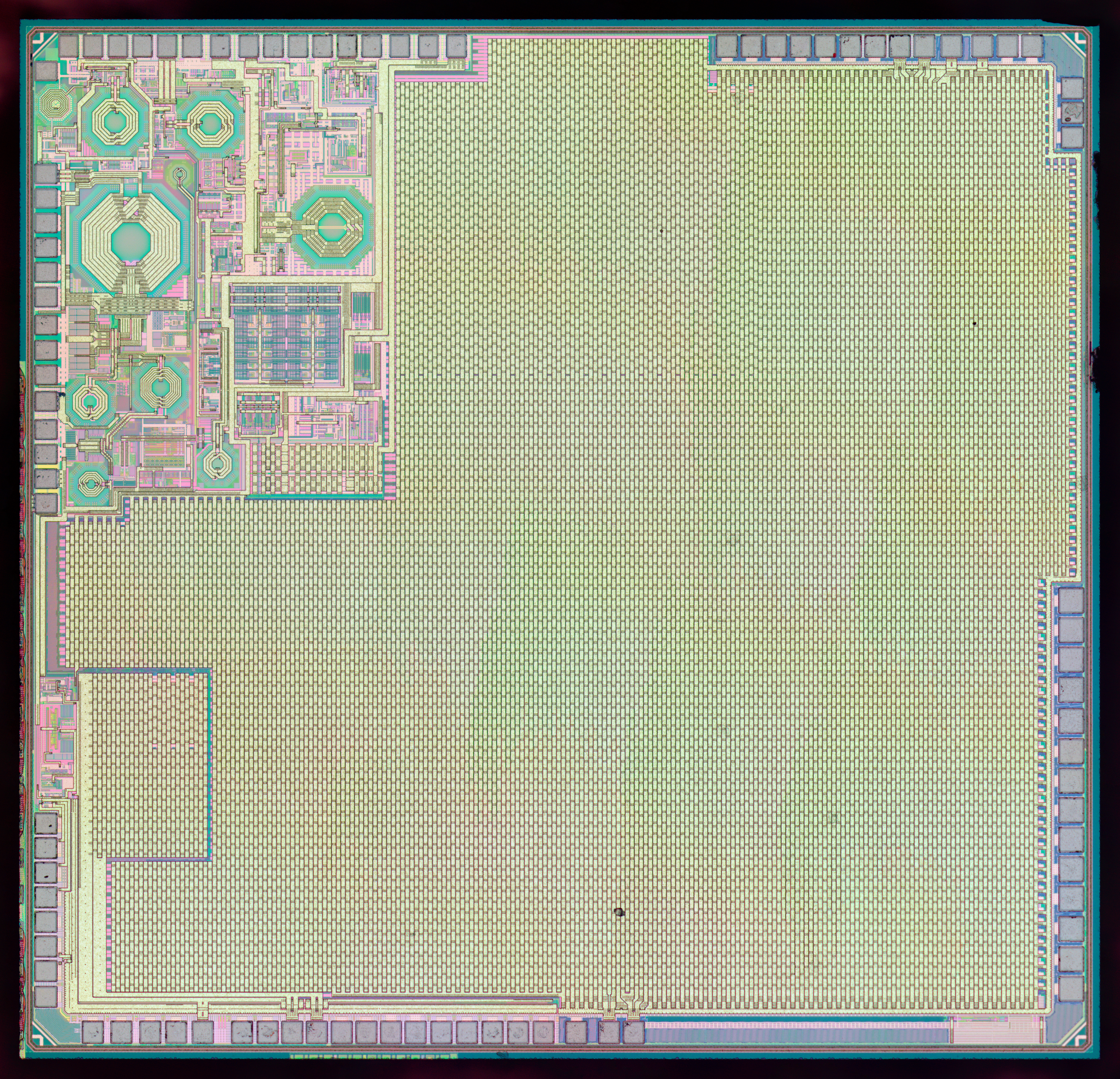
L'ESP32 és un exemple d'un xip que combina RF CMOS amb lògica digital, que en aquest cas són un o dos nuclis de processador ocults.

Els processadors de banda base i els transceptors de ràdio de tots els dispositius de xarxa sense fil moderns i els telèfons mòbils es produeixen en massa mitjançant dispositius CMOS de RF. Els circuits CMOS de radiofreqüència (RF) s'utilitzen àmpliament per transmetre i rebre senyals sense fil en una varietat d'aplicacions, com ara la tecnologia de satèl·lits (inclosos els GPS i els receptors GPS ), Bluetooth, Wi-Fi, comunicació de camp proper (NFC), xarxes mòbils (com ara 3G i 4G), emissió terrestre i aplicacions de radar per a automòbils, entre altres usos.
Exemples de xips CMOS RF comercials inclouen el telèfon sense fil DECT d'Intel i els xips 802.11 (Wi-Fi) creats per Atheros i altres empreses. Els productes CMOS RF comercials també s'utilitzen per a xarxes Bluetooth i LAN sense fil (WLAN). El CMOS RF també s'utilitza en transceptors de ràdio per a estàndards sense fil com GSM, Wi-Fi i Bluetooth, transceptors per a xarxes mòbils com 3G i unitats remotes en xarxes de sensors sense fil (WSN).
La tecnologia CMOS RF és crucial per a les comunicacions sense fil modernes, incloses les xarxes sense fil i els dispositius de comunicació mòbils. Una de les empreses que va comercialitzar la tecnologia CMOS de RF va ser Infineon. Els seus interruptors CMOS RF a granel venen més d'1 mil milions d'unitats anualment, arribant a un acumulat de 5 mil milions d'unitats, A 2018
La ràdio definida per programari (SDR) pràctica per a ús comercial va ser habilitada per RF CMOS, que és capaç d'implementar un sistema de ràdio definit per programari complet en un únic xip MOS IC.    El CMOS RF va començar a utilitzar-se per a implementacions SDR durant la dècada del 2000.